# The Dirty Mac
The Dirty Mac — британская супергруппа, в которую вошли Джон Леннон, Эрик Клэптон, Митч Митчелл (ударник группы Джимми Хендрикса) и Кит Ричардс — гитарист The Rolling Stones. Группа была создана специально для шоу Рок-н-ролльный цирк «Роллинг Стоунз» (англ. The Rolling Stones Rock and Roll Circus), инициатором которого выступил Мик Джаггер (фронтмен группы The Rolling Stones). Шоу состоялось 11 декабря 1968 года, а затем были выпущены музыкальный фильм и альбом.
Выпуск на CD и VHS состоялся в 1996 году.  DVD был выпущен в 2004 году.

## Состав группы
- Джон Леннон – вокал, ритм-гитара (из The Beatles)
- Эрик Клэптон – соло-гитара (из Cream)
- Кит Ричардс – бас (из The Rolling Stones)
- Митч Митчелл – ударные (из The Jimi Hendrix Experience)

Приглашенные  музыканты
- Иври Гитлис – скрипка
- Йоко Оно – вокал на «Whole Lotta Yoko»